# Galaxies (canción)
«Galaxies» — en español "Galaxias"— es una canción de Owl City, estrenada el 19 de abril de 2011. Es el segundo sencillo de su cuarto álbum, All Things Bright and Beautiful.

## Cuadro de rendimiento
El 19 de abril de 2011, Galaxies fue lanzado como el segundo sencillo del álbum. Desde el lanzamiento de "Ocean Eyes" en 2009.Galaxies se convirtió en el segundo sencillo más alto de Owl City única cartografía de todos los tiempos, "Fireflies" siendo el más alto. Después de la liberación, la canción tenía algo de airplay, principalmente en las estaciones de radio cristianas. La canción alcanzó el puesto número 36 en el cristiano Top 40 en julio de 2011.